# 大月さゆ
大月 さゆ（おおつき さゆ、1982年7月3日 - ）は、日本の女優。元宝塚歌劇団雪組の娘役。
石川県能美市、北陸学院高等学校出身。身長161cm。愛称は「なつき」、「なっちゃん」。
所属事務所はグランアーツ。

## 来歴
2001年、宝塚音楽学校入学。
2003年、宝塚歌劇団に89期生として入団。入団時の成績は35番。月組公演「花の宝塚風土記／シニョール ドン・ファン」で初舞台。その後、雪組に配属。
2006年のバウ・ワークショップ「Young Bloods!!」でバウホール公演初ヒロイン。続く朝海ひかる・舞風りらトップコンビ退団公演となる「堕天使の涙」で、新人公演初ヒロイン。
2007年の「ノン ノン シュガー!!」でバウホール公演単独初ヒロイン。続く水夏希・白羽ゆりトップコンビ大劇場お披露目となる「エリザベート」で、2度目の新人公演ヒロイン。大役エリザベートを演じる。続く「シルバー・ローズ・クロニクル」（ドラマシティ・日本青年館公演）で、東上公演初ヒロイン。
2008年のバウ・ワークショップ「凍てついた明日」で、愛原実花とダブルキャストでバウホール公演ヒロイン。
2010年4月25日、「ソルフェリーノの夜明け／Carnevale」東京公演千秋楽をもって、宝塚歌劇団を退団。
退団後は舞台を中心に活動を続けている。

## 宝塚歌劇団時代の主な舞台

### 初舞台
- 2003年4 - 5月、月組『花の宝塚風土記（ふどき）』『シニョール ドン・ファン』（宝塚大劇場のみ）[5][1]

### 雪組時代
- 2003年8 - 12月、『Romance de Paris』『レ・コラージュ』
- 2004年1 - 2月、『送られなかった手紙』（バウホール・日本青年館） - エレーナ
- 2004年4 - 7月、『スサノオ』『タカラヅカ・グローリー!』
- 2004年11 - 2005年2月、『青い鳥を捜して』『タカラヅカ・ドリーム・キングダム』
- 2005年4月、『さすらいの果てに』（バウホール） - クレア
- 2005年6 - 10月、『霧のミラノ』 - 新人公演：ミランダ（本役：愛耀子）『ワンダーランド』
- 2005年11 - 12月、『DAYTIME HUSTLER』（バウホール・日本青年館） - ミリー／メアリー・アン[5]
- 2006年2 - 5月、『ベルサイユのばら-オスカル編-』 - 新人公演：ディアンヌ（本役：山科愛）
- 2006年7月、『Young Bloods!!-魔夏の吹雪-』（バウホール） - 小百合 バウWSヒロイン[5][1]
- 2006年9 - 12月、『堕天使の涙』 - イヴェット、新人公演：リリス（本役：舞風りら）『タランテラ!』 新人公演初ヒロイン[6][5][1][7]
- 2007年2 - 3月、『ノン ノン シュガー!!』（バウホール） - シェイラ／マライア バウヒロイン[8][9]
- 2007年5 - 8月、『エリザベート』 - 女官、新人公演：エリザベート（本役：白羽ゆり） 新人公演ヒロイン[10][5][1][7]
- 2007年10月、『シルバー・ローズ・クロニクル』（ドラマシティ・日本青年館） - アナベル（ローズ） 東上初ヒロイン[11][12]
- 2008年1 - 3月、『君を愛してる』 - セリメーヌ・ドビルパン、新人公演：ピエロ（本役：彩風咲奈）『ミロワール』
- 2008年5 - 6月、『凍てついた明日』（バウホール） - アニス・フラナガン[注釈 1]／ボニー・パーカー[注釈 1] バウWSヒロイン[1]
- 2008年8 - 11月、『ソロモンの指輪』『マリポーサの花』 - 新人公演：シーナ（本役：山科愛）
- 2008年12 - 2009年1月、『カラマーゾフの兄弟』（ドラマシティ・赤坂ACTシアター） - カテリーナ・イワーノヴナ
- 2009年3 - 5月、『風の錦絵』『ZORRO 仮面のメサイア』 - エレナ、新人公演：カタリーナ（本役：一原けい）[7]
- 2009年7 - 10月、『ロシアン・ブルー』 - ロビン・スペンサー、新人公演：デボラ・チャップマン（本役：天勢いづる）『RIO DE BRAVO!!（リオ デ ブラボー）』
- 2009年11 - 12月、『雪景色』（バウホール・日本青年館） - 浪江／お静／柚木
- 2010年2 - 4月、『ソルフェリーノの夜明け』 - マリアン『Carnevale（カルネヴァーレ）睡夢（すいむ）』 退団公演[7]

### 出演イベント
- 2003年6月、TCAスペシャル2003『ディア・グランド・シアター』
- 2003年9月、『レビュー記念日』
- 2003年10月、樹里咲穂コンサート『JUBIEE-S』[5][7]
- 2005年1月、逸翁デー『タカラヅカ・ホームカミング』
- 2005年12月、『花の道 夢の道 永遠の道』
- 2006年8月、『雪組エンカレッジ・コンサート』
- 2006年10月、第47回『宝塚舞踊会』
- 2007年1月、『清く正しく美しく』
- 2009年1月、彩吹真央ディナーショー『Love Letter』
- 2009年6月、第1回『マグノリアコンサート・ドゥ・タカラヅカ』
- 2009年12月、タカラヅカスペシャル2009『WAY TO GLORY』
- 2010年3月、彩吹真央ディナーショー『Thank you』

## 宝塚歌劇団退団後の主な活動

### 舞台
- 2010年9月、『流れる雲よ〜未来から愛を込めて〜』（全労済ホールスペース・ゼロ）井出智恵子
- 2010年10月、『源氏物語×大黒摩季songs〜ボクは、十二単に恋をする〜』（銀河劇場）夕顔
- 2011年5月、『MITSUKO〜愛は国境を越えて〜』小百合
- 2011年7月、『L’espace du journal〜日記の空間〜』
- 2011年10月、『ニューヨークに行きたい!!』（帝国劇場）
- 2012年7月、『ルドルフ〜ザ・ラスト・キス〜』（帝国劇場）
- 2012年8月、『RE:落語的@empty space 文七元結 petit musical！』
- 2013年9月、『ロコへのバラード』アメリータ
- 2013年12月、『モンテ・クリスト伯』（日生劇場・梅田芸術劇場・愛知県芸術劇場大ホール・キャナルシティ劇場）
- 2014年10月、『I LOVE YOU, YOU'RE PERFECT, NOW CHANGE』（日暮里d-倉庫）
- 2015年4月、『DEATH NOTE』（日生劇場）
- 2016年1月、『DNA-SHARAKU』（新国立劇場中ホール・シアターBRAVA!・キャナルシティ劇場）
- 2016年5月、『シスター・アクト〜天使にラブ・ソングを〜』（帝国劇場他）
- 2016年10月、『美少女戦士セーラームーン-Amour Eternal-』（AiiA 2.5 Theater Tokyo他） - ネヘレニア[13]
- 2025年8月、『コレット』（日本青年館・梅田芸術劇場）[14]

### ドラマ
- 土曜ワイド劇場・おとり捜査官・北見志穂16 婚カツ美女連続殺人（2012年6月9日、テレビ朝日）

## TV出演
- 2007年12月、フジテレビ『2007 FNS歌謡祭』
- 2025年6月、テレビ金沢『となりのテレ金ちゃん』（水曜マンスリーゲスト）